# Matthäus Merian

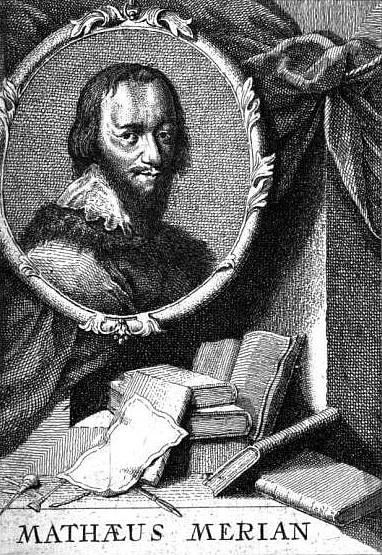
Matthäus Merian, obraz z 1769

Matthäus Merian der Ältere (starszy) (ur. 22 września 1593 w Bazylei, zm. 19 czerwca 1650 w Langenschwalbach k. Wiesbaden) – rytownik pochodzenia szwajcarskiego, działający głównie w Niemczech.

## Życiorys
Sztuki rytowniczej uczył się w Zurychu, później pracował i uczył się w Strasburgu, Nancy i Paryżu, po czym w 1615 powrócił do Bazylei. W następnym roku przeniósł się do Frankfurtu nad Menem, gdzie pracował dla księgarza Johanna Theodora de Bry, z którego córką Marią Magdaleną ożenił się w 1617. W 1620 znów powrócił do Bazylei, ale już po trzech latach (w 1623) przeprowadził się z powrotem do Frankfurtu, aby po śmierci teścia przejąć wydawnictwo, które początkowo prowadził wspólnie z rodziną zmarłego. W 1626 uzyskał obywatelstwo miasta Frankfurtu, dzięki czemu mógł pracować jako niezależny wydawca. Wydawał m.in. prace polskiego przyrodoznawcy Jana Jonstona.
W 1647 urodziła się córka Maria Sibylla Merian, późniejsza malarka i rysowniczka, znana głównie ze swych rysunków przyrodniczych.
Większość swojego twórczego życia spędził we Frankfurcie. Już w młodości stworzył szczegółowe plany miasta w charakterystycznym dla siebie stylu (np. plan Bazylei z 1615 r.). Z niemieckim geografem Martinem Zeillerem (1589–1661), wykonał wielotomową Topographia Germaniae, zawierającą ponad 2000 planów i widoków miast Niemiec (m.in. Wrocławia). Oprócz tego najbardziej znanego dzieła Merian wykonał również ilustracje do Pisma Świętego i Theatrum Europaeum (ukończony przez jego syna Matthäusa młodszego). Po de Brym przejął i dokończył wydawanie Grands Voyages i Petits Voyages, wydawanych od 1590 r.
Na pracach Meriana wzorował się bezpośrednio Erik Dahlbergh przy tworzeniu Suecia Antiqua et Hodierna.

## Galeria

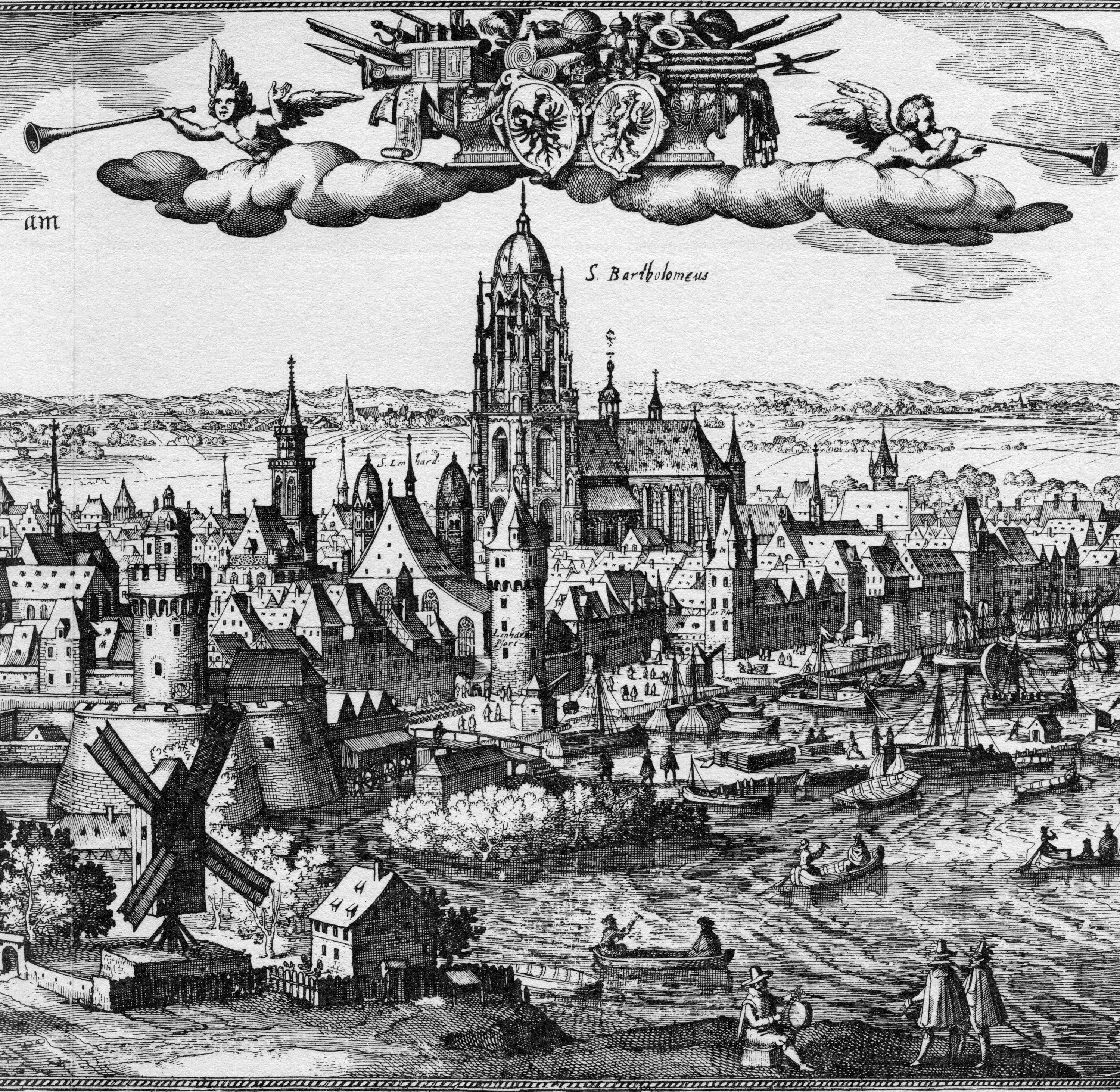
Frankfurt ok. 1612; sztych Matthäusa Meriana
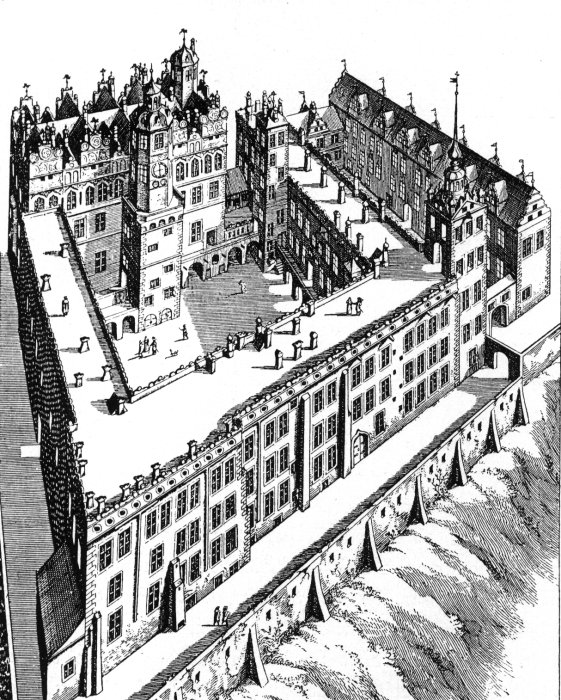
Rycina z 1652, która posłużyła jako wzorzec przy odbudowie Zamku Książąt Pomorskich w Szczecinie ze zniszczeń II wojny światowej